# Головчак Сергій Володимирович
Сергі́й Володи́мирович Головча́к (1991—2014) — старший солдат Збройних сил України, учасник російсько-української війни..

## Короткий життєпис
Народився 1991 року в селі Пісків (Костопільський район, Рівненська область). Був наймолодшим серед трьох дітей у батьків. Закінчив ЗОШ, вступив до Рівненського ВПТУ, здобував спеціальність майстра гіпсокартонних конструкцій. 2009 року призваний до лав ЗСУ, зарахований до пожежників. По закінченні строкової служби одружився, працював в ТзОВ «Свіспан Лімітед». 2012 року одружився.
У часі війни мобілізований, старший солдат, помічник кулеметника, 51-а окрема механізована бригада. В липні 2014-го побував вдома у короткотерміновій відпустці.
27 серпня 2014-го загинув у бою під Іловайськом: 3-й батальйон бригади опинився в оточенні біля сіл Березне — Оленівка під постійним артилерійським обстрілом. Довгий час вважався зниклим безвісти. Був похований на Січеславщині. Упізнаний за аналізами ДНК.
Без Сергія залишилися мама Галина Сергіївна; дружина Марія та син Іван 2012 р.н. Перепохований в селі Пісків.

## Нагороди та вшанування
За особисту мужність і героїзм, виявлені у захисті державного суверенітету та територіальної цілісності України, вірність військовій присязі під час російсько-української війни, відзначений — нагороджений
- 13 серпня 2015 року — орденом «За мужність» III ступеня.
- 23 серпня 2015-го в Костополі відкрито Меморіал Героям України, де викарбувано імена героїв Небесної Сотні та загиблих земляків під час війни на сході країни: Віталія Ставського, Руслана Салівончика, Сергія Головчака та Романа Пиясюка.
- Його портрет розміщений на меморіалі «Стіна пам'яті полеглих за Україну» у Києві: секція 3, ряд 3, місце 22
- Вшановується 28 серпня на щоденному ранковому церемоніалі вшанування українських захисників, які загинули цього дня у різні роки внаслідок російської збройної агресії[1]